# Lincoln-Katafalk

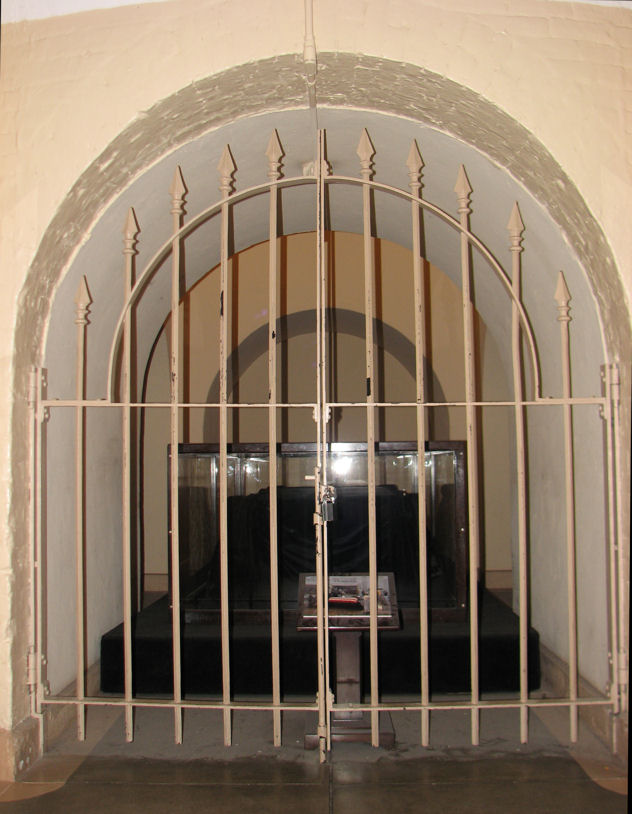
Der Lincoln-Katafalk in der Washington's Tomb in der Krypta des United States Capitol.

Der Lincoln-Katafalk wurde 1865 gebaut. Auf dem Katafalk stand der Sarg von Abraham Lincoln, während die Leiche des Präsidenten in der Rotunde des United States Capitol Washington, D.C. aufgebahrt war. Der Katafalk wurde seitdem für alle diejenigen benutzt, die in der Rotunde aufgebahrt wurden (siehe Liste weiter unten). Wenn er nicht benötigt wird, befindet er sich in einem kleinen gewölbten Raum im United States Capitol Visitor Center. Früher wurde er in der sogenannten Washington Gruft in der Krypta des United States Capitol aufbewahrt, die ursprünglich als Begräbnisstätte für den ersten US-amerikanischen Präsidenten George Washington geplant war, dafür aber nie genutzt wurde.

## Aussehen
Der Katafalk ist eine einfache Totenbahre, die aus groben Kiefernbrettern zusammengenagelt und mit schwarzem Tuch bespannt wurde. Sowohl der Sockel als auch die Plattform wurden mehrfach geändert, um den Katafalk an das größere Format moderner Särge anzupassen und dem Militärpersonal die Handhabung zu erleichtern. Auch der Stoff, der den Katafalk umhüllt wurde mehrfach erneuert. Auch wenn der Stil noch der von 1865 ist, ist der Lincoln-Katafalk damit ein Beispiel für das Theseus-Paradoxon. Zurzeit ist der Katafalk 216 cm lang, 76 cm breit und 61 cm hoch. Der Sockel ist 269 cm lang, 131 cm breit und 5 cm hoch. Die Plattform ist 338 cm lang, 183 cm breit, 23,5 cm hoch.

## Nutzung
Kein Gesetz, schriftliche Regel oder Verordnung bestimmt, wer in der Rotunde aufgebahrt werden kann, diese Nutzung muss gleichzeitig durch Repräsentantenhaus und Senat genehmigt werden. Jede Person, die der Nation besondere Dienste geleistet hat, kann in der Rotunde aufgebahrt werden, wenn die Familie dies wünscht und der Kongress zustimmt. Im Fall von unbekannten Soldaten wird dieser Vorgang durch den Präsidenten oder den zuständigen Bereich der Streitkräfte der Vereinigten Staaten eingeleitet.

### Im Kapitol

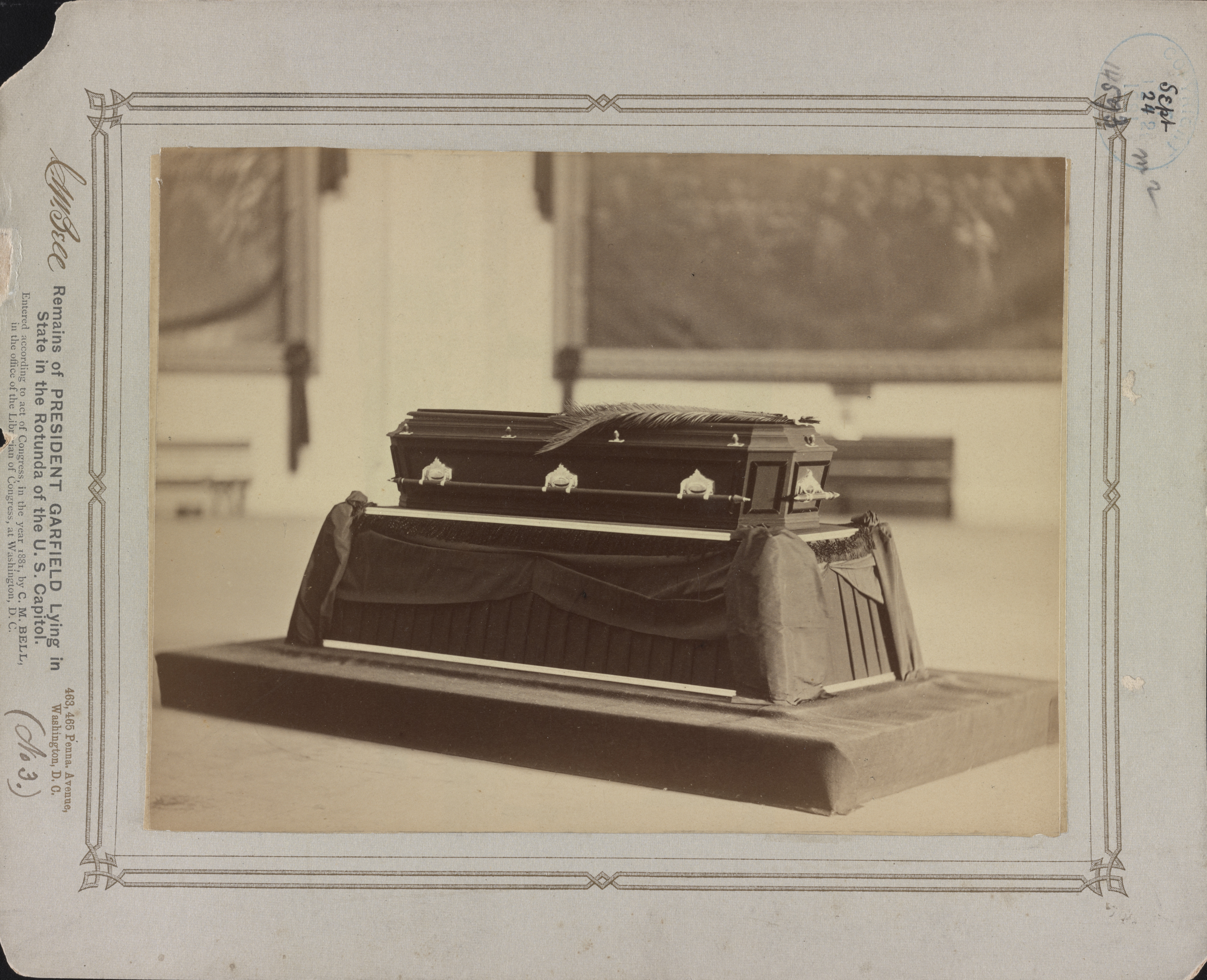
Sarg James A. Garfields auf dem Lincoln-Katafalk in der Rotunde des Capitols, 1881

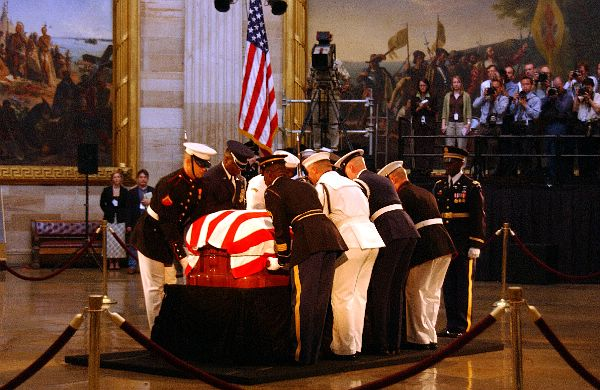
Die feierliche Ehrenwache am fahnengeschmückten Sarg des ehemaligen Präsidenten Ronald Reagan während seines Staatsbegräbnis in der Rotunde des U.S. Capitol.

Folgende Personen wurden in der Rotunde des Kapitols aufgebahrt:
- Abraham Lincoln (19.–21. April 1865)
- Thaddeus Stevens (13.–14. August 1868)
- Charles Sumner (13. März 1874)
- Henry Wilson (25.–26. November 1875)
- James A. Garfield (21.–23. September 1881)
- John Alexander Logan (30.–31. Dezember 1886)
- William McKinley (17. September 1901)
- Pierre Charles L'Enfant (28. April 1909) Sein Leichnam wurde exhumiert und nach der Aufbahrung auf dem Nationalfriedhof Arlington beigesetzt.
- George Dewey (20. Januar 1917)
- Unbekannter Soldat des Ersten Weltkriegs (9.–11. November 1921)
- Warren G. Harding (8. August 1923)
- William Howard Taft (11. März 1930)
- John Joseph Pershing (18.–19. Juli 1948)
- Robert A. Taft (2.–3. August 1953)
- Unbekannte Soldaten des Zweiten Weltkriegs und des Koreakriegs (28.–30. Mai 1958)
- John F. Kennedy (24.–25. November 1963)[1]
- Douglas MacArthur (8.–9. April 1964)
- Herbert Hoover (23.–25. Oktober 1964)
- Dwight D. Eisenhower (30.–31. März 1969)
- Everett McKinley Dirksen (9.–11. September 1969)
- J. Edgar Hoover (3.–4. Mai 1972)
- Lyndon B. Johnson (24.–25. Januar 1973)
- Hubert Humphrey (14.–15. Januar 1978)
- Unbekannter Soldat des Vietnamkriegs (25.–28. Mai 1984)
- Claude Denson Pepper (1.–2. Juni 1989)
- Ronald Reagan (9.–11. Juni 2004)
- Gerald Ford (30. Dezember 2006 bis 2. Januar 2007)
- John McCain (27. August 2018)
- George H. W. Bush (3. Dezember 2018 bis 5. Dezember 2018)

Senatoren und Repräsentanten werden an anderer Stelle im Kapitol auf dem Katafalk aufgebahrt.

### Im Gebäude des Obersten Gerichtshofs
Der Katafalk wurde 6 Mal im Gebäude des Obersten Gerichtshofes für die Aufbahrung folgender Personen genutzt:
- der frühere Oberste Richter Earl Warren am 11. und 12. Juli 1974
- der frühere Richter Thurgood Marshall am 27. Januar 1993
- der frühere Oberste Richter Warren Earl Burger am 28. Juli 1995
- der frühere Richter William J. Brennan, Jr. am 28. Juli 1997
- Richter Harry A. Blackmun am 8. März 1999
- der Oberste Richter William H. Rehnquist am 6. und 7. September 2005

### Weitere Orte
Außerdem wurde am 9. und 10. April 1996 der Handelsminister Ronald H. Brown auf dem Lincoln-Katafalk im Gebäude des Handelsministerium der Vereinigten Staaten aufgebahrt.